# Veér András
Veér András (Győr, 1939. július 23. – Budapest, 2006. január 9.), orvos, ideg- és elmegyógyász.

## Szakmai pályája
1964-ben végzett a Budapesti Orvostudományi Egyetemen. Két évig katonaorvos volt, majd 1967-től a SOTE Pszichiátriai Klinika gyakornoka, tanársegédje és adjunktusa. 1981-től az Országos Ideg- és Elmegyógyászati Intézet pszichiátriai osztályvezető főorvosa, 1983-tól főigazgatóhelyettese, 1986-tól főigazgató főorvosa az Országos Pszichiátriai és Neurológiai Intézetté (OPNI) átalakult intézménynek.
A Pszichiátriai Szakmai Kollégium tagja. 1988-ban megalakított a Magyar Orvosi Kamarát, melynek 1989-től 1991-ig első elnöke volt.
1993-ban a Demokratikus Charta szóvivője. 1994-től 1998-ig a Népjóléti Minisztériumban a mentálhigiénia miniszteri biztosa, 1997–1998-ban a Kábítószerügyi Tárcaközi Bizottság elnöke, 2002-ben a miniszterelnök tanácsadója, majd miniszteri biztosként felügyelte az Országos Pszichiátriai és Neurológiai Intézetet, az Alkohológiai Intézetet és a kábítószer-problémákat. 2003 közepétől az Országos Személyügyi Kollégium vezetője.
Veér András a kotyelnyicsi elmegyógyintézetben találta meg Toma Andrást, a Szovjetunióban raboskodó utolsó magyar hadifoglyot, akit 2000. augusztus 11-én hazahozatott Magyarországra.

## Politikai, közéleti szerepvállalása
1992–1996-ig a Köztársaság Párt alelnöke, ügyvezető alelnöke, 1993–95-ben a Demokratikus Charta szóvivője. 1994-ben a Köztársaság Párt, 1998-ban a Szabad Demokraták Szövetsége, 2002-ben a Magyar Szocialista Párt országgyűlési képviselőjelöltje.
1997–98-ban az Országos Gyermekvédő Liga elnöke, 2000-től a Szalmaszál a Hajléktalanokért Közhasznú alapítvány kuratóriumának elnöke volt.
Több könyvében is szót emelt a szcientológia ellen.

## Emlékezete
Halála után tiszteletére alapították meg a Veér András Alapítványt, amely a Veér András-díjat osztja ki a lelki egészség ügyéhez kiemelkedő erőfeszítésekkel hozzájáruló honfitársainknak. Az első díjazott (2006-ban) Topolánszky Ákos református lelkész volt. 2007-ben Anginé Szántó Ibolya művészetterapeuta, 2008-ban pedig Kerényi Mária, a Zöld Kakas Mentálhigiénés Líceum alapítója nyerte el a kitüntetést. 2009-ben Iványi Gábor lelkész volt a díjazott. 2010-ben Muszbek Katalin, a Magyar Hospice Alapítvány igazgatója kapta a díjat.

## Művei
- A kábítószer kihívása (1992)
- Bolondok (űr)hajója – a szcientológia titkai, avagy: a Föld a Naprendszer elmegyógyintézete? (1999) ISBN 9630390760
- Magyarország a szcientológia (pók)hálójában (2000) ISBN 9789630030359
- Az alkoholizmus: népbetegség (2000)
- Alternatív drogstratégia (2000)
- A dohányzás rabságában (2000)
- Fortuna szekerén…: Szerencsejáték-kultúra a magyar társadalomban és a játékszenvedély-betegség. Animula, (2000)
- A halál enciklopédiája (2001)
- A szcientológia mocsarában: dokumentumok és következtetések (2001)  Veér András, Erőss László.  ISBN 963-00-6506-1
- A magyar beteg (2002)
- Tébolykeringő (2002)
- 22 év a Lipótmezőn (2003)